# Jacob Roggeveen
Jacob Roggeveen, o Jakob Roggeween, (Middelburg, 1659 - 1729) fou un explorador neerlandès que va fer la volta al món i va descobrir l'illa de Pasqua.
El seu pare, Arent Roggeveen, era un matemàtic i geògraf que es va interessar per la mítica Terra Austral. Va presentar una proposta de viatge d'exploració a la Companyia Neerlandesa de les Índies Orientals (Verenigde Oost-Indische Compagnie - VOC) que va ser acceptada, però els conflictes entre Espanya i les Províncies Unides van fer que es posposés.
Jacob Roggeveen va estudiar lleis, es va fer notari i va estar uns anys treballant a Batavia. En tornar a Middelburg va recuperar el projecte del seu pare i va aconseguir el comandament d'una expedició a càrrec de la Companyia de les Índies Occidentals (West-Indische Compagnie - WIC).

## Viatge d'exploració de la Terra Austral
L'objectiu de Roggeveen era cercar la Terra de Davis, que havia descrit el pirata anglès davant de la costa de Xile i, després, cercar el continent austral (Zuidland) seguint les indicacions de Willem Schouten que, en el seu viatge, havia suposat que es trobava prop de les Tuamotu. Va partir amb tres vaixells, Arend, Thienhoven i Afrikaansche Galey, ajudat especialment pel capità Cornelis Bouman.
Després de girar el cap d'Hornos va visitar l'arxipèlag Juan Fernández. El diumenge de Pasqua, en comptes de trobar la Terra de Davis va descobrir i explorar l'illa de Pasqua. Tot seguit va seguir aproximadament la mateixa ruta que la del viatge de Le Maire i Schouten a través de les Tuamotu, que va anomenar com "el Laberint". Va perdre l'Afrikaansche Galey i davant la necessitat de queviures i la manca de resultats respecte al continent austral, va decidir anar directament cap a Batavia. Pel camí va trobar unes illes altes que no va explorar, probablement Bora Bora i Maupiti, i només es va aturar al grup Manua de Samoa, que va anomenar illes Bouman, ja que el capità va ser el primer a veure-les.
Arribant a Batavia va ser arrestat per violar el monopoli de la VOC, però finalment va ser compensat i va poder tornar als Països Baixos. A banda del descobriment de l'illa de Pasqua se li va criticar que només havia trobat illes ja explorades anteriorment i va deixar passar l'oportunitat d'explorar altres illes més grans i poblades. Es van fer dues relacions del viatge, si bé amb moltes imprecisions i algunes contradiccions. Cap de les dues s'ha acreditat que fos de Roggeveen.

### Ruta del viatge
- Texel, Holanda, 1 d'agost del 1721.
- Madeira, Cap Verd, el Brasil.
- Belgia Australis, avui Malvines.
- Cap d'Hornos
- Arxipèlag Juan Fernández, 16 març del 1722.
- Paaseiland, illa de Pasqua, 5 d'abril del 1722. Exploren i descriuen l'illa.
- El Laberint, Tuamotu:
  - Carlshoff o Bedrieglijk, avui Tikei, 18 maig. La confonen amb l'illa Honden de Schouten.
  - Schadelijk Eiland (illa Perniciosa), avui Takapoto, 20 maig. Hi naufraga l'Afrikaansche Galey i cinc mariners deserten.
  - Dageraad (Aurora), avui Manihi, a la matinada del 21 de maig.
  - Avondstond (Vespre) i Meersorgh, avui Apataki i Arutua a les illes Palliser.
  - Goede Verwachtinge (Bona Esperança), avui Rangiroa, 25 de maig.
  - Verkwikking (Recreació), avui Makatea, descoberta l'1 de juny. Hi aconsegueixen queviures.
- Illes de la Societat: Bora Bora i Maupiti, però no s'hi atura.
- Vuyle (illa dels Ocells), avui atol Rose, descoberta el 13 de juny.
- Illes Bouman, avui grup Manua a Samoa, 14 de juny.
- Batavia, 4 d'octubre del 1722.
- Texel, 11 de juny del 1723.

Roggeveen va ser el 16è mariner en fer la volta al món.